# Asdonk (Laarbeek)
De Asdonk is een buurtschap in de Heikant te Aarle-Rixtel aan de grens met Bakel.

## Geschiedenis
De Asdonk bij Laarbeek stamt uit de tijd van Karel de Grote, toen het een groot bosgebied was langs de rivier de Aa, dat zich uitstrekte tot aan Gemert. Het was een van de verschillende asdonken die gesticht werden als tolpost langs de oude Kempenweg.
Hoofdplaats: Beek en Donk      Dorpen: Aarle-Rixtel · Lieshout · Mariahout

Buurtschappen: Achterbosch · Asdonk · Beemdkant · Bemmer · Broek · Broekkant · Deense Hoek · Donkersvoort · Ginderdoor · Groenewoud · Heereind · Hei · Heikant · 't Hof · Hool · Karstraat · Laar · Strijp

Noord-Brabant: Steden en dorpen      Nederland: Provincies · Gemeenten